# Depositum
Il depositum (in italiano assimilabile al "deposito") nel diritto romano era una delle obbligazioni re contractae (obbligazione nascente dalla consegna della cosa, o reale) in cui uno dei contraenti, il depositor (deponente) consegnava una cosa mobile al depositarius (depositario) affinché la custodisse per un certo periodo di tempo in forma gratuita perché poi gliela restituisse.

## Descrizione
L'obbligazione nasceva nel momento esatto della consegna della cosa e, in termini moderni si perfezionava così un contratto bilaterale imperfetto. Infatti lo schema contrattuale prevedeva che nascessero, a capo del depositario, gli obblighi di conservare la cosa senza poterne però beneficare dell'uso e di restituirla quando richiesta con gli eventuali frutti. Il deponente, invece, era gravato di obblighi esclusivamente eventuali, ovvero quando andava incontro a spese indispensabili per la conservazione della res (ad esempio nel caso in cui si trattasse di un animale) o altre spese necessarie all'adempimento dell'obbligazione (p.es. spese di trasporto), o ancora, ricevesse danni dalla cosa depositata, in questo caso, il depositario poteva far valere l'obbligo di risarcimento nei confronti del depositante, tramite il ius retentionis, cioè, il diritto di tenere la cosa finché il depositante non avesse adempiuto.
Poiché tale contratto comporta un vantaggio interamente a favore del deponente (il deposito, come detto era gratuito, altrimenti si sarebbe configurata una locatio conductio) il depositario non era responsabile del perimento della res dovuto a causa di forza maggiore, e inoltre non rispondeva neanche nell'ipotesi in cui essa venga danneggiata o rubata da terzi. L'impossibilità della restituzione sarà quindi in queste ipotesi a carico del depositante, il quale potrà esperire direttamente l'actio furti (Gai. 3,207) o l'actio legis Aquiliae (per il danno iniura datum) contro l'autore dell'illecito. Il depositario rispondeva solo dell'eventuale dolo.
Tale schema contrattuale fu ideato dallo ius honorarium nel periodo preclassico probabilmente come evoluzione del vetusto contratto di fiducia cum amico. Il praetor concesse nell'ambito della sua iurisdictio l'actio depositi in factum (e più tardi un'actio depositi in ius) come azione del processo formulare atta a tutelare tale rapporto. Essa era esprimibile sia dal deponente, actio depositi directa, finalizzata a riavere il bene dato in depositum, sia dal depositario, actio depositi indirecta, con la quale poteva richiedere il pagamento di eventuali danni cagionati dalla cosa depositata o spese che fossero state sostenute per garantire il deposito.

## Depositi particolari
I giuristi romani distinguevano tre figure particolari di deposito.:
- Il "deposito necessario" (detto anche miserabile), che si verificava quando un soggetto, in caso di pericolo grave ed urgente (p.es. terremoto, incendio), si trovava costretto ad affidare la detenzione di uno o più beni ad un altro soggetto. In questa circostanza, il depositario che avesse abusato della situazione e si fosse comportato in maniera contraria alla buona fede veniva condannato alla restituzione del duplum di quanto aveva ricevuto.
- Il "deposito a causa di sequestro", che si verificava quando un bene, conteso tra più persone, veniva affidato ad un terzo, detto sequestratario, affinché lo detenesse e lo consegnasse al vincitore della lite. Costui aveva sul bene, a differenza degli altri tipi di deposito, la cosiddetta possessium ad interdictum.
- Il "deposito irregolare", che aveva per oggetto una somma di denaro, trasferita in proprietà al depositario con previsione d'uso che impiegandolo secondo la sua destinazione economica, lo consuma restando così obbligato a restituirne altrettanto. E', a differenza degli altri tipi di deposito, difesa da un'azione in ius concepta (di buona fede), dalla possibilità di un patto per la corresponsione di interessi e nell'ineliminabile facoltà per il deponente di domandarne la restituzione in qualsiasi momento.